# Логвин Іван Дмитрович
Іван Дмитрович Ло́гвин (11 жовтня 1923, Коршево — 6 жовтня 1996, Одеса) — український радянський живописець і педагог; член Спілки радянських художників України з 1960 року. Батько живописця Олександра Логвина.

## Біографія
Народився 11 жовтня 1923 року у селі Коршеві (нині Бобровський район Воронезької області, Росія). У Червоній армії з лютого 1942 року. Брав участь у німецько-радянській війні. Воював у стрілецьких підрозділах. Нагороджений орденами Червоної Зірки (23 травня 1945), Вітчизняної війни II ступеня (6 квітня 1985), двома медалями «За відвагу» (15 листопада 1943; 23 січня 1944), медаллю «За перемогу над Німеччиною у Великій Вітчизняній війні 1941—1945 років» (9 травня 1945). Демобілізувався у 1947 році.
У 1949 році закінчив Пензенське художнє училище, де навчався зокрема у Івана Горюшкіна-Сорокопудова. Член ВКП(б) з 1951 року. У 1955 році з відзнакою закінчив Харківський художній інститут. Був учнем Євгена Єгорова, Олексія Кокеля, Валентина Сизикова, Леоніда Чернова.
Протягом 1955—1961 років викладав у Одеському художньому училищі; у 1967—1990 роках — в Одеському педагогічному інституті. Серед учнів: Олексій Ілюшин, Володимир Лесь, Олександр Бережний.
Мешкав в Одесі в будинку на вулиці Червоної Гвардії, № 2, квартира № 10. Помер в Одесі 6 жовтня 1996 року.

## Творчість
Працював в галузі станкового живопису. У реалістичному стилі створював тематичні картини, портрети, пейзажі, натюрморти. Серед робіт:
- «На греблі» (1958);
- «Вечоріє. Доярки» (1960);
- «Біля річки» (1961);
- «Хлібороби» (1963);
- «І знову я в Україні…» (1964);
- «Над кручами Дніпровими» (1964);
- «Жовтень» (1966);
- «Студентка А. Руденко» (1968);
- «Наречена» (1970-ті);
- «Іде війна народна» (1971);
- «Тарас Шевченко» (1979);
- «Генерал-майор І. Семененко» (1984).

Брав участь у республіканських виставках з 1958 року, всесоюзних — з 1961 року. 1984 року в Одеському художньому музеї відбулася його персональна виставка.
Твори художника представлені у музейних, галерейних та приватних збірках в Україні, США, Великій Британії, Італії, Іспанії, Швейцарії, Японії та інших країнах.